# Омелько Віктор Петрович
Ві́ктор Петро́вич Омелько — учасник Афганської війни 1979–1989 років, підполковник у відставці, проживає в місті Івано-Франківськ.
Голова Івано-Франківської міської організації Української спілки ветеранів Афганістану.

## Короткий життєпис
У 1986–1988 роках служив у дорожно-транспортному батальйоні. Ніс службу в містах Баграм, Хост. В одному з боїв був у супроводі автомобільної колони, що вирішила контролювати ділянку. БТР Омелька в колоні їхав останнім, снайпер бійцю, що їхав на першому БТРі, поцілив у серце.

## Нагороди
- орден Богдана Хмельницького III ступеня (13.2.2015)